# Karl Rais
Karl Rais (* 31. Juli 1875 in Schorndorf; † 12. Juli 1950 in Reutlingen) war ein württembergischer Landtagsabgeordneter (SPD).

## Leben und Werk
Der Sohn eines Billettkassierers besuchte die Volksschule in Schorndorf. Seit 1895 war er Lehrer an verschiedenen Schulen in Württemberg. Von 1928 bis 1933 arbeitete er als Oberlehrer in Reutlingen. Nach 1933 liegt sein Lebensweg im Dunkeln. 

## Politik
1928 wurde er im Wahlverband Reutlingen in den dritten Landtag des freien Volksstaates Württemberg gewählt, er übte das Mandat bis 1932 aus.

## Weblink
- Biografie von Karl Rais. In: Wilhelm H. Schröder: Sozialdemokratische Parlamentarier in den deutschen Reichs- und Landtagen 1876–1933 (BIOSOP)

| Personendaten    | Personendaten                          |
| ---------------- | -------------------------------------- |
| NAME             | Rais, Karl                             |
| KURZBESCHREIBUNG | württembergischer Landtagsabgeordneter |
| GEBURTSDATUM     | 31. Juli 1875                          |
| GEBURTSORT       | Schorndorf                             |
| STERBEDATUM      | 12. Juli 1950                          |
| STERBEORT        | Reutlingen                             |